# Bratnia Mogiła - Kopiec Harcerzy (Płock)
Bratnia Mogiła - nazywana również Kopcem Harcerzy, upamiętniająca obrońców miasta poległych w sierpniu 1920 roku podczas wojny polsko-bolszewickiej. Znajduje się przy ul. Targowej, w pobliżu dworca PKP. Usypany został w I rocznicę w miejscu pochówku uczestników walk.

## Historia

### Przed 1945
Bratnia Mogiła powstała w miejscu pochówku około 100 osób, które zginęły w walkach o obronę Płocka przed Armią Czerwoną. Byli to żołnierze, cywile oraz harcerze, którzy spontanicznie dołączyli do walki.
Kurhan został usypany 4 października 1925 roku z inicjatywy Towarzystwa Opieki nad Grobami Wojennymi. Od tego czasu przy mogile odbywały się uroczystości patriotyczne i rocznicowe.
Budowa linii kolejowej w 1934 roku sprawiła, że mogiła znalazła się na uboczu. 

### Po 1945
W okresie PRL droga prowadząca do miejsca pamięci została zablokowana. Kopiec miał zostać rozebrany w celu rozbudowy Fabryki Maszyn Żniwnych.W 1966 roku harcerze Tadeusz Borkowski i Adam Rakowski umieścili na szczycie mogiły krzyż harcerski, co przywróciło pamięć o tym miejscu i nadało mu potoczną nazwę Kopiec Harcerzy.

### Po 1989
W 1991 roku ustawiono brzozowy krzyż poświęcony przez ks. Mariana Lipskiego.
W 2019 roku lokalne media donosiły o możliwości likwidacji kopca, na skutek budowy centrum handlowego. Budowa nie doszła do skutku.
W 2023 roku droga do kopca została zablokowana na skutek budowy nowych hal magazynowych przez firmę Budmat. W 2024 roku, do kopca została zbudowana nowa droga, umożliwiając ponownie dostęp od ul. Targowej. Drogę zbudował Urząd Miasta Płocka. 
Obecnie kopiec ogrodzony jest płotem. Przed frontem kopca istnieje wybrukowany plac oraz stoją dwie ławki. Dostęp do kopca możliwy jest również od strony dworca PKP w Płocku, za pomocą kładki nadziemnej. 

## Upamiętnienie
Kopiec jest Miejscem Pamięci Narodowej, oznaczonej znakiem. 
W przeddzień rocznicy Obrony Płocka w 1920 roku, harcerze z Hufca ZHP Płock organizują capstrzyk upamiętniający obrońców miasta. Harcerze są również opiekunem kopca. Jest on również częścią szlaku Stulecia Harcerstwa Płockiego.
U podnóża kopca umieszczona jest kamienna tablica z napisem: BOHATEROM POLEGŁYM  ZA WOLNOŚĆ OJCZYZNY 18-VIII-1920.